# Karl Amon (Journalist)

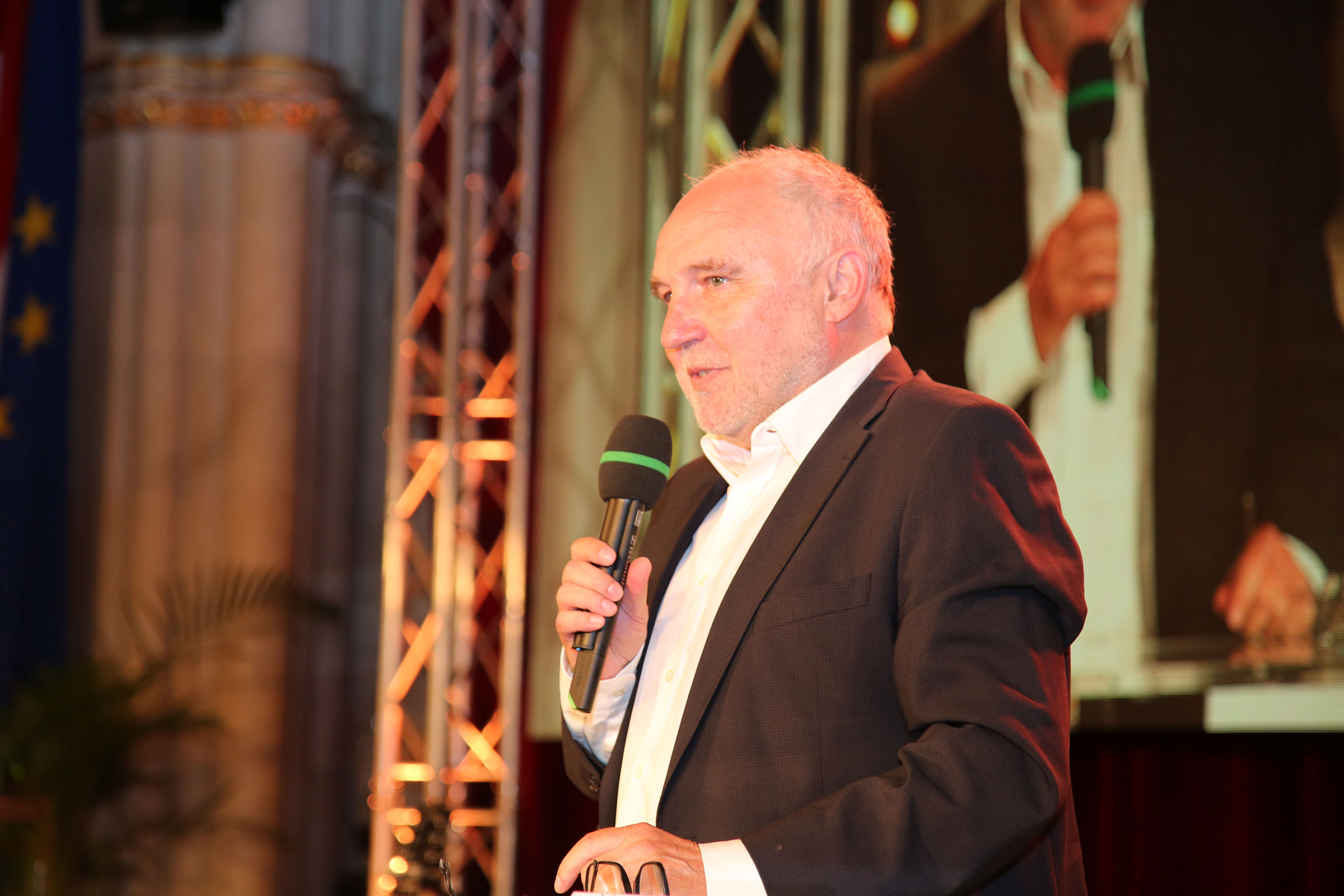
Karl Amon (2015)

Karl Amon (* 31. Dezember 1949 in St. Pölten) ist ein österreichischer Journalist und Radio- bzw. Hörfunkdirektor des ORF.

## Leben und Wirken
Karl Amon studierte Wirtschaftswissenschaft und begann 1978 in der ORF-Parlamentsredaktion. Danach war er in den Redaktionen für Wirtschaft und Innenpolitik tätig und stellvertretender Leiter der ZIB 2. Weiters war er Chefredakteur des Landesstudios Wien und der ORF-Radioprogramme, bevor er am 1. Oktober 2010 als Hörfunkdirektor bestellt wurde. Er wurde 2016 als Hörfunkdirektor von Monika Eigensperger abgelöst.